# 주룽지
주룽지(중국어 간체자: 朱镕基, 정체자: 朱鎔基, 병음: Zhū Róngjì, 한자음: 주용기, 1928년 10월 23일~)는 퇴직한 중화인민공화국의 정치인이다. 그는 1998년부터 2003년까지 제5대 국무원 총리를 지냈다.  국무원 총리는 중화인민공화국에서 정부 수반 같았다.  그는 또한 1992년부터 2002년까지 지도자들의 매우 중요한 집단 중국공산당 중앙정치국 상무위원회의 일원이기도 했다.
후난성 창사시에서 태어난 주룽지는 중화인민공화국의 창립과 동년에 1949년 중국공산당에 입당하였다.  1957년 그는 자신이 "우파" 존재로 낙인이 찍힌 것으로 이끈 어떤 경제적 아이디어들을 비판하였다.  이것은 그가 그의 직업을 잃고 당으로부터 제거된 것을 의미하였다.  그는 원격 학교로 보내졌다.  그는 이후에 1962년 다시 일할 수 있었다.  문화대혁명이 일어난 동안 그는 "재교육"을 위하여 특별한 농장으로 보내졌다.
1976년 주룽지는 중국공산당에 재입당할 수 있었다.  그는 다른 정부의 역할에서 일하여 경제에 전념하였다.  1988년 그는 상하이 시장이 되었다.  거기서 그는 많은 경제적 변화들을 시작하였다.  그러고나서 그는 1989년 도시의 당서기가 되었다.
1993년 부총리가 되어 리펑 총리 아래 일했다.  그는 경제 개혁을 위하여 지속적으로 밀고 나갔다.  1998년 그는 총리가 되었다.  주룽지는 중화인민공화국의 경제 정책을 이끌었던 것으로 알려졌다.  그는 강인하나 실용적인 지도자로서 평판을 가졌다.  그의 세월 동안 중화인민공화국의 경제는 매우 빠르게 성장했다.  2003년 정계 은퇴를 하고 그 이래 공적 생활로부터 벗어나 있었다.

## 생애
본관은 당파 주씨(棠坡朱氏)로 후난성 창사시에서 태어났다.  그의 가족은 교육을 잘 받았고 대지를 소유하였다.  가족 이야기들은 그의 가족이 명나라의 태조 주원장의 후손들이라고 한다.  그가 태어나기 전에 부친이 사망하였고 9세때 모친이 사망하였다.  그의 삼촌 주쉐팡이 그를 키우고 교육을 얻는 도움을 주었다.
주룽지는 지방적으로 학교를 다니고 베이징에 있는 칭화 대학에서 수학하였다.  칭화 대학에서 그는 학생 지도자였으며 공산당과 활동들에 가입하였다.  그는 전기공학에서 학위를 얻었다.  1949년 중화인민공화국이 형성되었던 동년에 그는 중국공산당에 입당하였다.

### 초기 경력과 도전들
주룽지는 둥베이 지방에서 공무원으로서 자신의 경력을 시작하였다.  1952년부터 1958년까지 그는 중화인민공화국 국가발전개혁위원회에서 일했다.  1957년 백화제방·백가쟁명 동안 그는 마오쩌둥의 어떤 경제 아이디어들에 반대하는 말을 공개적으로 했다.  이 때문에 그는 반우파 운동이 있던 동안 1958년 "우파인"로서 낙인이 찍혔다.  이것은 그가 처벌을 받아 직업을 잃고 공산당으로부터 쫓겨났다는 것을 의미하였다.  그의 가족도 또한 문제들을 향하고 그들의 저택이 파괴되었다.  
이 후에 주룽지는 원격 학교에서 일하는 데 보내졌다.  1962년 대기근 후, 그는 공학자로서 다시 일할 수 있었다.  그러나 그는 아직 "우파인" 낙인으로 찍힌 혐의에  관하여 벗어지지 않았다.  문화대혁명이 일어난 동안 주룽지는 다시 문제들을 향했다.  1970년부터 1975년 그는 오칠간교로 불린 특별한 농장으로 보내졌다.  그는 거기서 농장일을 하면서 육체 노동자로 일했다.
1976년 마오쩌둥의 사후, 덩샤오핑이 권력으로 왔다.  그는 처벌을 받은 사람들에게 도움을 준 정치적 변화들을 시작하였다.  1976년부터 1979년까지 주룽지는 석유산업부에서 공학자로 일했다.  1978년 그는 공시적으로 혐의로부터 벗어지고 중국공산당에 재입당했다.  1980년대에 그는 더욱 중요한 직업들로 승진되었다.  그는 특별한 연결 때문이 아닌 자신의 실력들로 정부를 통하여 상승하였다.  1979년 그는 자신이 1983년부터 1987년까지 차관을 지냈던 국가 경제 위원회에 가입하였다.
정부에 재가입한 후, 주룽지는 자신의 모교 칭화 대학과 재연결했다.  1984년 그는 칭화 대학의 경제경영대학에서 초대 학장이 되었다.  그는 이 직위를 17년간 보유하였다.  그는 칭화와 매사추세츠 공과대학교 사이에 강한 유대감을 형성하는 도움을 주었다.  그는 또한 어린 동료들을 안내한 것으로 알려지게 되었다.  

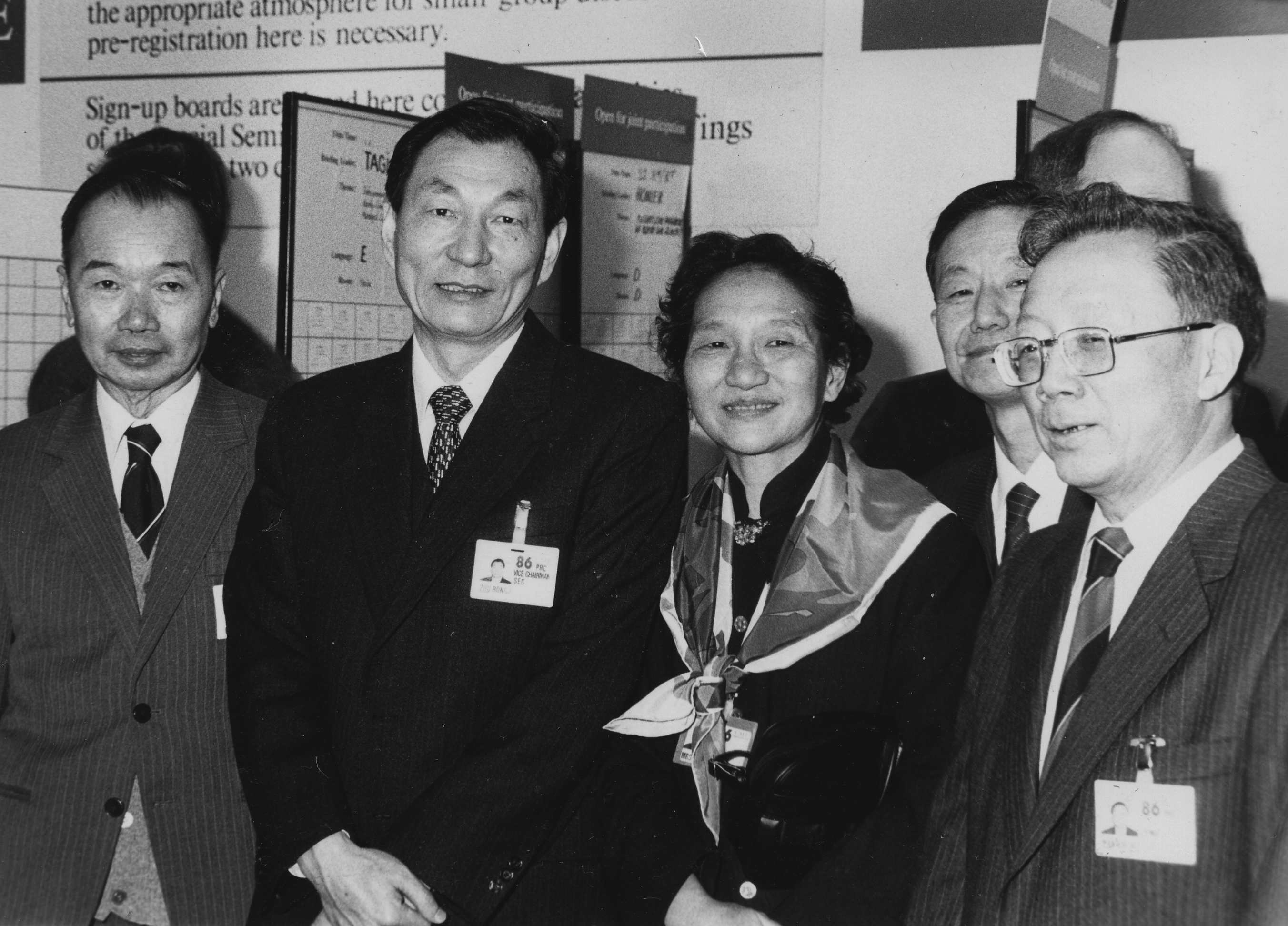
1986년 세계 경제 포럼에서 중화인민공화국 대표단을 지도한 주룽지

## 상하이에서 정치 경력
1988년 주룽지는 상하이의 시장이 되었다.  상하이는 당시 중화인민공화국의 가장 크고 가장 부유한 도시였다.  시장으로서 주룽지는 전화, 도시 빌딩들과 교통 같은 것에 큰 향상들을 이루었다.  이것은 특히 경제특구 푸둥에서 진실이었다.
시장으로서 자신의 세월의 초기에 주룽지는 "시장에서 혼자 헤엄을 치는" 데 기업들에 용기를 주는 연설을 했다.  그는 모두가 시장들을 통하여 연결될 수 있었다고 말했다.  이것은 경제적 자유를 지지한 자로서 알려지는 데 그에게 도움을 주었다.
상하이에서 그는 부패를 싸우고 숙련된 경제 개혁자로 지낸 것으로 알려졌다.  그는 사업 거래들을 찬성하는 데 정부를 위하여 더욱 쉽게 만들었다.  그는 또한 조언을 얻는 데 외국 기업인의 그룹을 창조하였다.  그는 당시 상하이 당서기장 장쩌민과 가깝게 일했다.
그는 또한 엄격하게 법률을 따르고 친구들 혹은 가족에게 특별한 호의를 주지 않은 것으로 알려졌다.  한번 1988년 가족 일원들이 상하이로 이사를 하는 데 그에게 도와달라고 의문했을 때 그는 거부하였다.  그는 그들에게 "내가 할 수 있는 일은 이미 다 했다.  내가 할 수 없는 일은 절대 안한다."고 말했다.
1989년 중화인민공화국을 걸쳐 큰 시위들이 일어났을 때 상하이도 또한 시위들이 있었다.  베이징에서와 달리 주룽지는 상하이에서 평화적으로 상황을 해결할 수 있었다.  어떤 시위자들이 피해를 입혔을 때 주룽지는 대중의 지지를 유지하는 데 성공했다.  그는 베이징에서 문제 해결이 상하이를 평화적으로 남아있는 도움을 주었다는 것을 말했다.
시위들이 있던 후, 주룽지는 1989년 상하이의 당서기로 승진되었다.  그는 또한 덩샤오핑의 1992년 남방 순회를 결성하는 도움을 주면서 그가 영향력을 다시 얻는 도움을 주었다.
1990년 주룽지는 중화인민공화국의 시장들의 단체를 미국으로 지도하였다.  그들은 미국의 지도자와 기업인들을 만났다.  이것은 1989년 시위 후에 중화인민공화국의 고위급 인사 단체의 첫 미국 방문이었다.  주룽지는 리처드 닉슨과 헨리 키신저 같은 중요한 인물들을 만났다.  그는 대본 없이 중국어와 영어로 연설을 했다.  미국의 저널리스트와 지도자들은 그를 개방적이고 활기찬 것으로 칭송하였다.  
주룽지는 큰 법적과 경제적 변화들을 이루는 것을 원하였다.  그는 또한 중화인민공화국 정부를 더욱 효과적으로 만드는 것을 원하였다.  하지만 그는 자신이 주요 정치적 변화를 지지하지 않았다는 것을 분명히 했다.  1990년 자신의 미국 순방 동안 그는 "당신들은 당신들의 민주주의 제도를 가졌고 우리는 우리의 민주주의 제도를 가졌다.  그러나 그것은 우리가 공통점이 하나도 없다는 것을 의미하지 않는다"고 말했다.  

## 부총리 재임

### 경제 리더십
1991년 주룽지는 베이징에서 중앙 정부로 승진되었다.  이것은 크게 상하이에서 그의 성공 때문이었다.  그는 리펑 총리 아래 국무원 부총리가 되었다.  그는 또한 1993년부터 1995년까지 중국인민은행의 총재를 지내기도 했다.  베이징에서 그의 첫 임무들은 국유기업의 부채를 고치고 농부들이 그들의 곡식을 파는 데 더욱 쉽게 만드는 것을 포함하였다.  주룽지는 자신이 덩샤오핑의 강한 지지를 가졌기 때문에 큰 개혁들을 이룰 수 있었다.  덩샤오핑은 주룽지가 "그의 견해를 가지고 있고 결정을 내릴 용기가 있으며 경제를 안다"고 말했다.
1992년 세계 경제 침체가 있었을 때 중화인민공화국은 너무 많은 투자와 높은 인플레이션 같은 문제들을 향했다.  은행의 총재와 부총리로서 주룽지는 이 문제들을 고치는 일을 했다.  그는 통화량을 제한시키고, 이자율을 인하하고 세금제를 바꾸었다.  그느 또한 교통, 농업과 동력에서 정부의 돈을 투자하였다.  그는 국가의 은행들을 더욱 효과적으로 만드는 데 그것들을 개혁하려고 노력하였다.  주룽지의 활동 때문에 중화인민공화국의 경제는 안정적으로 머물고 꾸준히 성장하였다.  그의 성공은 1992년 그가 중국공산당 정치국 상무위원회에 재가입하는 것으로 이끌었다.
1993년 7월 주룽지는 중화인민공화국의 금융 제도를 위한 자신의 아이디어들을 설명하였다.  그는 국가가 중앙은행에 의하여 감독된 금융기관들의 제도가 필요했다고 말했다.  이 제도는 국가 정책 은행과 국유 상업 은행들을 포함하려고 했다.  1993년 그가 상상했던 많은 금융기관들은 이제 국내와 세계적으로 매우 권력적이다.
리펑 총리는 가끔 주룽지의 경제 개혁 계획들에 반대하였다.  그들은 부총리로서 주룽지의 첫 2년의 세월에 불동의했다.  하지만 주룽지의 개혁들은 정부 안에서 빠르게 지지를 얻었다.

### 국가 경제에 공헌들
주룽지는 시장들을 믿었으나 또한 정부가 그들을 안내하는 것에 중요한 역할을 가졌다고 생각했다.  그는 전체 경제를 계획세운 정부의 팬이 아니었다.  그는 가끔 직접 주문보다는 이자율을 통제하는 것같이 간접 경제 수단을 이용하는 것으로 주장하였다.
주룽지와 덩샤오핑은 중화인민공화국이 빠르고 지속적인 경제 성장을 가지는 것을 원하였다.  주룽지는 2개의 주요 목적들이 이것을 위하여 필요했다고 믿었다.  첫쩨로 그는 세금과 재정 제도를 더욱 결성적이고 중앙 정부에 의하여 통치될 것을 원하였다.  두번째로 그는 국유 기업들을 더욱 강하고 효과적으로 만드는 것을 목표로 삼았다.
주룽지의 첫 큰 어부는 국가 세수 증가에 중앙적인 통제를 얻는 것이었다.  그는 미국의 연방 세금 제도와 비슷한 새로운 "세금 공유" 아이디어를 설명하는 데 각각의 성을 방문하였다.  이 계획 아래 성들로부터 세수는 처음에 베이징으로, 그러고나서 성들로 도로 보내질 일부들로 갈 것이었다.  이 제도가 시작된 후, 중앙 정부의 총수입 공유는 한해에 20 퍼센트 이상 증가하였다.  이것은 중앙 예산에 균형을 이루는 도움을 주었다.  중화인민공화국의 돈을 관리하는 데 그는 자신을 중국인민은행의 총재로 만들었다.  이것은 은행제도를 더욱 베이징의 통제 아래로 가져왔다.
그러고나서 주룽지는 중화인민공화국의 4개의 큰 국유은행들과 다루었다.  이 은행들은 갚아지이 않았던 많은 대출을 해주었다.  그는 이 나쁜 대출을 새로운 "자산 관리 회사"들로 갈라놓았다.  그는 또한 더욱 많은 정부의 돈을 은행들로 넣었다.  1998년 총리가 된 후, 주룽지는 가장 큰 국유기업들을 구했다.  그는 수천개의 더욱 작은 기업들을 폐업할 수 있게 하여 새로운 개인 기업들이 직업들을 창조할 것을 희망하였다.  이것은 수백만명의 근로자들이 그들의 보증된 직업, 보건과 연금을 잃었던 것을 의미하였다.  주룽지는 관리인들을 성과에 따라 비용을 지불하고 살아있는 국유 기업들에서 흥행을 위하여 수익성을 중요하게 생각하는 데 강요하였다.
1994년 주룽지는 외국환증서를 없앴다.  이것들은 중화인민공화국에서 외국인들에 의하여 쓰여진 특별한 돈이었다.  
주룽지에 의한 이 전체의 경제적 변화들은 국유 기업들을 없애지 않았다.  대신 그들은 더욱 그것들을 효과적으로 만들었다.  주룽지의 경제 개혁은 공산당을 통제한 동안 중화인민공화국이 더욱 부유하고 더욱 권력적이 되는 도움을 주었다.  주룽지는 또한 인플레이션을 줄이는 것에 주요한 역할을 했다.

## 총리 재임

### 경제 성장과 개혁

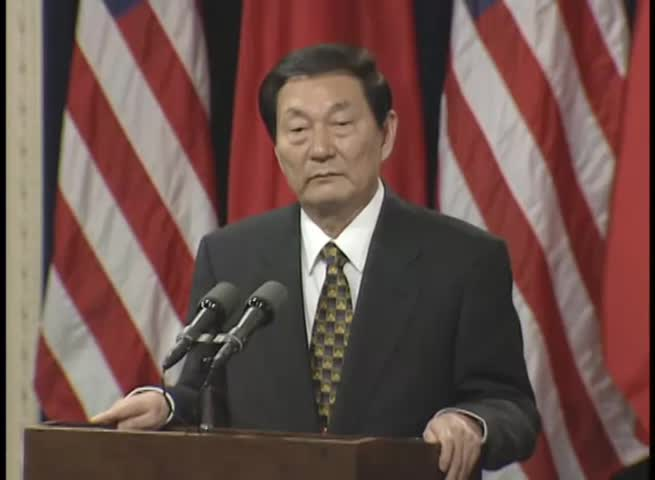
1999년 미국 방문 중 기자 회견에서

1998년 3월 주룽지는 중화인민공화국의 제5대 국무원 총리가 되는 데 선택되었다.  이것은 주로 그가 큰 경제 프로젝트들을 관리하는 것에서 매우 성공적으로 지내온 것 때문이었다.  총리로서 그는 경제 개발에 지속적으로 전념하였다.  그는 정통적으로 경제와 조심스러운 통화 정책들에 강한 정부의 통제와 함께 꾸준하고 장기적인 성장을 지지하였다.  그는 중화인민공화국의 산업과 농업에서 계속 투자를 흥행하였다.
총리로서 자신의 기간의 초기에 그는 기업들을 민영화하는 데 프로그램을 시작하였다.  이것은 총리로서 그의 세월을 통하여 지속되었고 중화인민공화국의 민간 부문이 매우 빠르게 자라났다.  그는 정부를 더욱 작게 만들면서 1997년 아시아 금융 위기에 응답하였다.  그는 또한 국가의 안팎으로 이동하는 돈에 엄격한 통제를 유지하였다.  그는 큰 건설 프로젝트들에 자금을 지원하였다.  금융 위기가 일어난 동안 그는 중화인민공화국의 통화 런민비의 가치를 낮추는 데 거부하였다.  위기 후에 주룽지는 해로운 추축을 방지하는 데 국제 금융 시장들을 향상시키는 것을 제안하였다.
2000년 주룽지는 중국 개발 고위 법정을 지가하였다.  이 회의는 중화인민공화국의 지도자와 외국 전문가들을 함께 데려왔다.  주룽지는 그것을 공무원들을 도전하고 전문가들과 논의들에 용기를 주는 방향으로 보았다.
그는 2003년까지 절반에 의하여 성공적으로 정부의 규모를 줄였다.  하지만 수도로부터 멀리 지역들에서 공무원들은 지속적으로 자라났다.  그의 국유 기업의 개혁은 5년의 세월에 대략 4천만명의 근로자들이 직업을 잃은 것으로 이끌었다.  주룽지는 또한 중화인민공화국의 주택 제도로 제한된 개혁을 소개하였다.  처음으로 국민들은 낮은 가격에서 자신들의 아파트를 소유할 수 있었다.

### 부패와 싸우며

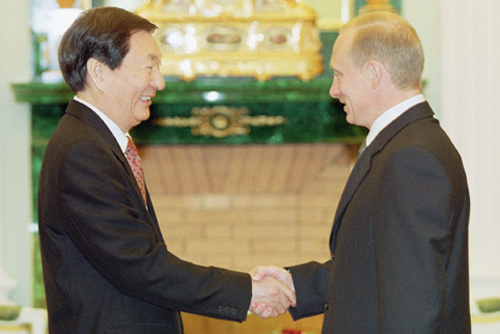
블라디미르 푸틴과 함께 (2001년 9월 11일)

주룽지는 강하고 엄격한 지도자로서 평판을 얻었다.  그는 부패, 편애와 무능력을 용납하지 않았다.  베이징에서 그는 자신이 열심히 일하고 매우 개방적이었기 때문에 어쩌다 "미치광이 주" 혹은 "두목 주"로 불리었다.  그는 또한 중화인민공화국 정부를 더욱 명백하게 만드는 데 노력하였다.  그는 정부를 감독하는 독립적 단체들의 권력을 증가시켰다.  또한 그는 정부를 작게 만들고 직업들을 외부 전문가들에게 일자를 열었다.  그는 자신들의 실력들에 기반을 둔 국민들을 기용하고 흥행하기 위하여 제도를 향상시키는 일을 했다.
주룽지 전에 정부에서 직업을 얻는 것이 가끔 거기서 얼마나 일하거나 누구를 아는가에 의지하였다.  주룽지는 이 제도를 현대화하려고 했다.  그는 높거나 중간 수준의 직업들을 공공 부문으로 열었다.  그는 또한 정부의 시험 제도를 향상시켰다.  그는 자신을 조언하는 데 대학과 민간 기업들로부터 경제학자와 전문가들을 데려오는 데 열심히 일했다.  이것은 공무원들이 그의 아이디어들을 지지했던 세월 동안 승진했던 것을 확실히 했다.
총리로서 자신의 세월 동안 주룽지는 가끔 부패를 싸우는 데 큰 노력들을 기울였다.  그가 시민들로부터 한해에 16,000장의 편지들을 읽었다는 것이 보고되었다.  이것은 그가 평범한 국민들의 생활을 이해하도록 만들었다.  그는 가끔 근로자 상태들을 확인하러 베이징 외부에 있는 장소들을 방문하였다.  1998년 그는 인민해방군이 그 사업을 포기하도록 만들었다.  이 기업들은 고위급 장교들과 그들의 자녀들을 부유하게 만들어 왔다.  이후에 그는 기업들에서 연루된 것으로부터 공무원들을 멈추었다.  그는 뇌물을 수수하거나 정부의 돈을 훔치는 것으로부터 지방 지도자들을 멈추는 더욱 엄격한 규칙들을 놓으려고 했다.
주룽지의 조사들은 지방 공무원들에 의한 많은 대형 불법 행위 사건들을 찾았다.  예를 들러 그는 258억 런민비가 곡식을 사려고 했던 물건이 없어진 것으로 의미한 것을 찾았다.  조사는 최소한 100억 런민비가 호텔과 호화스러운 아파트들을 건설하는 데 이용되었다는 것을 찾았다.  2001년 주룽지는 중국의 근대 역사상 가장 큰 부패 사건을 폭로하였다.  푸젠성에서 많은 최고 공무원들이 큰 밀수 작전에 연루되었다.  많은 당수들과 총재들은 체포되고 사형을 당하였다.  부패를 싸운 자신의 노력들에 관하여 말을 한 그는 한번 "난 부패를 위하여 100개의 관들을, 그리고 나를 위하여, 피로로 죽을 나를 위하여 하나의 관을 준비할 것이다"라고 말했다.   사금융 시장의 역할을 증가시키고 기업을 위한 법적인 보호를 향상시키려는 그의 많은 노력들은 부패를 줄이는 것에 목표가 삼아졌다.  
그는 중화인민공화국이 세계 무역 기구에 가입하는 것을 위하여 회담들을 지도하였다.  중화인민공화국은 2001년에 가입하여 국내적과 국제적으로 둘다 칭송을 받았다.  세계 무역 기구 가입은 중화인민공화국으로 더욱 많은 해외 투자를 가져왔다.  그것은 또한 무역과 다른 분야들을 위하여 중화인민공화국이 국제적 규칙을 따르도록 요구하였다.  주룽지는 세계 무역 기구 가입이 경제 성장으로 이끌 것을 희망하였다.  그는 또한 자신이 자신 소유에 만들지 못했던 중화인민공화국 안에서 그것이 변화들을 강요할 것을 희망하기도 했다.
자신의 후임자 원자바오와 더불어 주룽지는 각종 수수료를 청구하는 데 지방 공무원들의 권력을 제한시키려고 했다.  이것은 부패한 공무원들에 의한 공명치 못한 세금으로부터 농부들을 보호하려는 것이었다.

## 정계 은퇴 후
2002년 11월 주룽지는 중국공산당 정치국 상무위원회로부터 자신의 직위로부터 은퇴하였다.  그는 2003년 3월 총리로서 은퇴하고 원자바오가 그의 자리를 차지하였다. 정계 은퇴 후, 주룽지는 중화인민공화국의 정치로부터 벗어났다.  하지만 그는 칭화 대학과 관계를 유지하여 가끔 기념식들에 방문하였다.  2014년 그는 칭화 대학 경제경영대학의 30주년을 위하여 드문 공개 서한을 썼다.  그는 대부분의 중국인들의 생활을 이해하는 데 중화인민공확국의 가난한 지역들을 방문하도록 학생들에게 용기를 주었다.
2007년 6월 5일 그는 황쥐의 장례식에 나타났다.
총리직을 떠난 이래 주룽지는 많은 책을 쓰고 주제가 되어왔다.  그이 첫 저서 〈주룽지가 언론을 만나다〉가 2009년에 발행되었다.  그것은 그의 연설과 인터뷰들의 수집이었다.  두번째 저서 〈저널리스트들의 의문들에 주룽지의 응답들〉은 2011년에 발행되었다.  2013년의 말기까지 그의 저서의 6백만 사본들이 팔렸다.  헨리 키신저는 그의 저서들의 영어 번역이 중화인민공화국과 미국 사이에 관계들을 향상시키는 도움을 주었다는 것을 썼다.  주룽지에 관한 한권의 책은 다른 개발도상국들에서 지도자들이 그의 개혁들을 공부해야 한다는 것을 제안하였다.  하지만 그의 딸 주얀라이는 그가 회고록을 쓰는 것에 흥미있지 않다고 말했다.
은퇴 후, 주룽지는 다른이들을 돕는 것으로 자신의 많은 시간과 정력을 놓았다.  2013년과 2014년 그는 자선 단체에 400만 런민비 (대략 6천 5백만 미국 달러)를 기부하였다.  이 돈은 보고적으로 자신의 저서들의 판매로부터 왔다.  그것은 가난한 시골 지역들에서 교육을 흥행하는 자선 단체에 주어졌다.  이 돈의 양은 퇴직한 중화인민공확국의 정치인에게 특이했다.  어떤이들은 그것에 대한 그의 성격을 중화인민공화국의 초대 총리 저우언라이의 것으로 비교하였다.

## 개인 생활

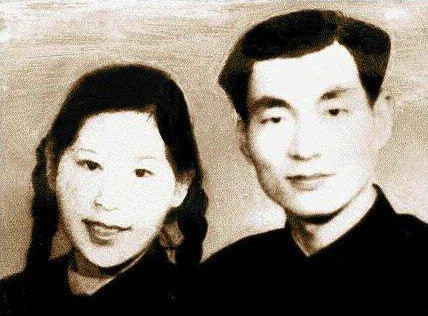
주룽지와 부인 라오안 (1956년)

주룽지는 좋은 대중 연설가로 알려졌다.  그는 영어을 매우 잘하는 것으로도 알려졌다.  그는 가끔 대본 없이 연설을 하고 사람들은 그것들을 재미있다고 생각하였다.
그는 독서를 즐기고 자신이 공직 재임 동안 시간이 없었던 책들을 읽으면서 자신의 퇴직의 거의 시간을 보냈다.  그는 이호를 연주한다.  그는 또한 경극을 즐기며 한번 상연에 연기를 했다.
그의 부인 라오안 여사는 한번 중국 국제 엔지니어링 컨설팅의 이사회 부의장이었다.  그녀와 주룽지는 2개의 학교들 - 후난 제일 지방 중학교와 칭화 대학을 함께 다녔다.  그들은 슬하 1남 1녀를 두었다.  그들의 아들 주위안라이 (1957년생)는 한번 성공적인 투자 은행의 은행장이었다.  딸 주얀라이 (1956년생)는 현재 중국은행 (홍콩)의 부행장이다.  그녀는 또한 중국인민정치협상회의의 전국 위원회에 의석을 보유한다.

## 유산

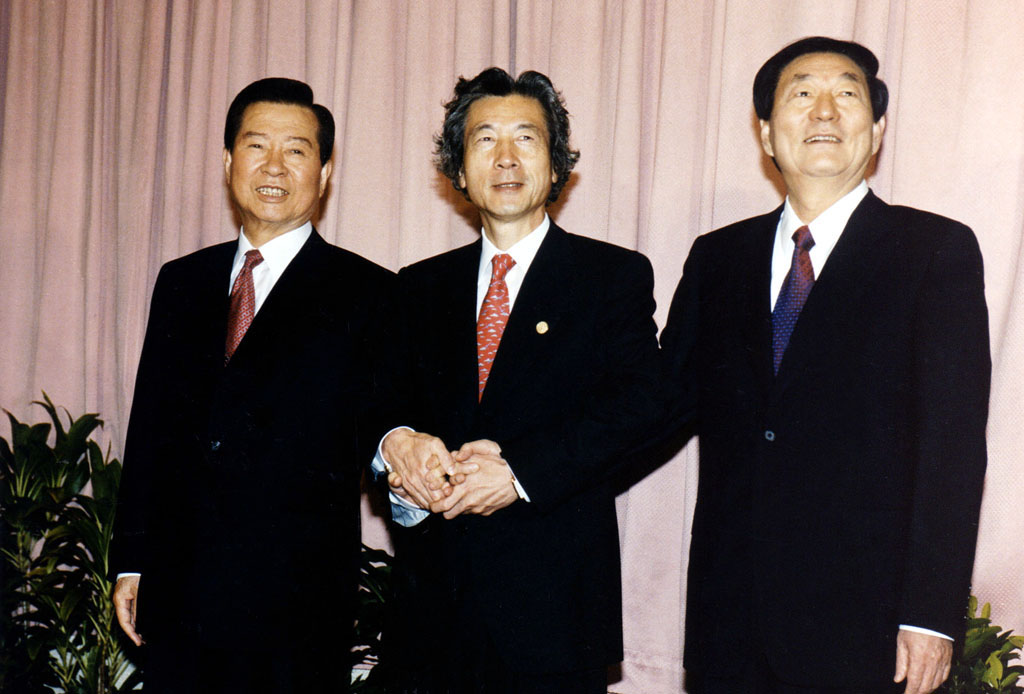
2001년 한.중.일 정상회의에서 (좌로부터 김대중 대통령, 고이즈미 준이치로 총리와 주룽지)

총리로서 주룽지의 시간, 특히 그의 자유시장 개혁은 토론의 주제였다.  정계 은퇴 전에 주룽지는 자신의 전체 열망했던 개혁들을 끝낼 수 없었다고 말했다.  2003년 그는 자신의 후임자 원자바오가 향하는 데 기대했던 "어려움과 문제점"을 간략하게 설명하는 연설을 하였다.  주룽지가 은퇴한 후, 원자바오는 주룽지의 많은 개혁들을 계속하려고 노력하였다.  하지만 주룽지의 어떤 개혁들은 바뀌거나 다음 지도자들 아래 완전히 활동으로 놓이지 않았다.  예를 들어 국유 기업들은 다시 자라나고 중화인민공화국의 경제에서 중요하게 남아있는 데 허용되었다.  또한 은행 부문의 큰 부분들은 규제되지 않은 체로 남아있었다.  
국제 지도자들 중에 주룽지는 자신의 지성, 정력 그리고 무능함에 대한 참을성이 없는 것으로 알려졌다.  저널리스트들은 그의 영어 실력과 유머 감각을 언급하였다.  자신이 퇴직할 당시 주룽지는 국내와 국외 둘다에서 자신의 전임자 리펑보다 더욱 인기가 있었다.  경제학자들은 그가 리펑보다 경제 관리에 더욱 나았다고 언급하였다.
주룽지는 부패를 싸우려고 한 것으로 잘 알려졌으나 그는 자신의 기간 동안 그것을 완전히 멈출 수 없었다.  2012년 이후 주룽지의 가까운 동료들 중의 하나인 왕치산이 부패를 조사하기 위하여 중국공산당의 주요 그룹의 우두머리가 되었다.  주룽지는 공개적으로 시진핑의 반부패 캠페인을 지지하였다.  주룽지는 중국공산당의 70주년 (2019년) 혹은 100주년 (2021년)에 나오지 않았다.